# Bob McPhail
Pour les articles homonymes, voir McPhail.
Robert Lowe McPhail, couramment appelé Bob McPhail, est un footballeur international écossais, né le 25 octobre 1905, à Barrhead. Il évolue au poste d'ailier gauche et est principalement connu pour avoir joué 13 saisons aux Rangers FC. Il remporte avec ce club neuf championnats d'Écosse et six Coupes d'Écosse.  Il fait partie du Rangers FC Hall of Fame.
Il compte 17 sélections pour sept buts inscrits en équipe d'Écosse. Il fait partie du Scottish Football Hall of Fame, depuis 2012, lors de la neuvième session d'intronisation.

## Biographie

### Carrière en club
Natif de Barrhead, il est formé à Pollok F.C. (en) avant de signer à Airdrie (en) avec qui il remporte une Coupe d'Écosse en 1924.
Il signe ensuite pour les Rangers FC où il restera 13 saisons, y devenant un des buteurs les plus prolifiques de l'histoire du club, inscrivant pour les Gers 230 buts en championnat, record qui tiendra plus de 50 ans jusqu'à ce qu'Ally McCoist le dépasse en 1997.
Il détient le record de victoires en Coupe d'Écosse, avec six trophées remportés, record qu'il partage avec Dougie Gray, Jimmy McMenemy et Billy McNeill.

### Carrière internationale
Bob McPhail reçoit 17 sélections pour l'équipe d'Écosse (la première, le 2 avril 1927, pour une défaite 1-2, à l'Hampden Park de Glasgow, contre l'Angleterre en British Home Championship, la dernière le 10 novembre 1937, pour un match nul 1-1, au Pittodrie Stadium d'Aberdeen, contre l'Irlande en British Home Championship). Il inscrit 7 buts lors de ses 17 sélections dont deux doublés.
Il participe avec l'Écosse aux British Home Championships de 1927, 1929, 1931, 1932, 1933, 1934, 1935 et 1938.

#### Buts internationaux
| no | Date              | Lieu                         | Adversaire      | Évolution | Score final | Compétition               |
| -- | ----------------- | ---------------------------- | --------------- | --------- | ----------- | ------------------------- |
| 1  | 19 septembre 1931 | Ibrox Park, Glasgow          | Irlande         | 3-1       | 3-1         | British Home Championship |
| 2  | 12 septembre 1932 | Windsor Park, Belfast        | Irlande         | 2-0       | 4-0         | British Home Championship |
| 3  | 12 septembre 1932 | Windsor Park, Belfast        | Irlande         | 3-0       | 4-0         | British Home Championship |
| 4  | 16 septembre 1933 | Celtic Park, Glasgow         | Irlande         | 1-2       | 1-2         | British Home Championship |
| 5  | 17 avril 1937     | Hampden Park, Glasgow        | Angleterre      | 2-1       | 3-1         | British Home Championship |
| 6  | 17 avril 1937     | Hampden Park, Glasgow        | Angleterre      | 3-1       | 3-1         | British Home Championship |
| 7  | 22 mai 1937       | Stadion Sparta-Letna, Prague | Tchécoslovaquie | 2-1       | 3-1         | Match amical              |

## Palmarès

### Comme joueur
- Rangers FC :
  - Champion d'Écosse en 1927-28, 1928-29, 1929-30, 1930-31, 1932-33, 1933-34, 1934-35, 1936-37 et 1938-39
  - Vainqueur de la Coupe d'Écosse en 1928, 1930, 1932, 1934, 1935 et 1936
  - Vainqueur de la Glasgow Cup en 1932, 1933, 1934, 1937 et 1938
  - Vainqueur de la Glasgow Merchants Charity Cup en 1928, 1930, 1932, 1933, 1934 et 1939